# バルウィン・ノース
バルウィン・ノース(Balwyn North)、またはノース・バルウィン(North Balwyn)は、オーストラリアのビクトリア州にあるメルボルンのサバーブで、メルボルンのCBDから約10キロ離れている。地域を管理する地方自治体はボローンダラ市(City of Boroondara)です 。   
2016年の国勢調査によると 、バルウィン・ノースの人口は20,406人です。  

## 地理
バルウィン・ノースの北西部はベルビュー(Bellevue)、東部はグレイソーン(Greythorn)として知られている 。 

## 原住民
ヴルンジェリ人はバルウィン・ノースの原住民族として公式的に認められ、 ウルンジェリ・ウォイ・ウルン・アボリジニー文化遺産連合によって代表される。 

## 教育
バルウィン・ノースには、グレソーン(Greythorn)、バルウィン・ノース(Balwyn North)、セン・べディス(St Bedes)、ボローンダラ・パーク(Boroondara Park)やベルビュー(Bellevue)などのいくつかの小学校がある。 バルウィン高校はブキャナンアベニュー(Buchanan　Avenue)にある。この高校は教育レベルが高いため、特にアジア系の移民の間に非常に人気がある。そのため、学区内の不動産は、学区外のものよりも数十万ドル高く売られている。  

## 関連
はるういんのおす
- キャンバーウェル市 -　かつてバルウィンノースが属していた地方自治体である。
- バルウィン